# Funzione di Landau
La funzione di Landau g(n) è definita per ogni numero naturale n che è il più grande ordine di un elemento del gruppo simmetrico Sn. Equivalentemente, g(n) è il più grande minimo comune multiplo di una qualunque partizione di n.
Ad esempio, 5 = 2 + 3 e mcm(2,3) = 6. Nessun'altra partizione di 5 porta ad un minimo comune multiplo più grande, dunque g(5) = 6. Un elemento di ordine 6 nel gruppo S5 può essere scritto come (1 2) (3 4 5).
I valori che assume la funzione di Landau in corrispondenza dei primi numeri naturali è
1, 1, 2, 3, 4, 6, 6, 12, 15, 20, 30, 30, 60, 60, 84, 105
La sequenza prende il suo nome da Edmund Landau, il quale dimostrò nel 1902 che
{\displaystyle \lim _{n\to \infty }{\frac {\ln(g(n))}{\sqrt {n\ln(n)}}}=1}
(dove ln indica il logaritmo naturale). 
L'affermazione 
{\displaystyle \ln g(n)<{\sqrt {Li^{-1}(n)}}}
per ogni n, dove Li-1 indica l'inverso della funzione logaritmo integrale, è equivalente all'ipotesi di Riemann.